# Liste der Träger des Verdienstordens des Landes Rheinland-Pfalz/2003
Im Jahr 2003 wurden folgende Personen mit dem Verdienstorden des Landes Rheinland-Pfalz geehrt:
| Ordensträger           | Lebensdaten | Wohnort           | Wirken |
| ---------------------- | ----------- | ----------------- | --- |
| Barbara Abigt          |             | Bad Marienberg    | |
| Udo Bölts              | * 1966      | Heltersberg       | Radrennfahrer                                                                                             |
| Hans Bonkas            |             | Frankfurt am Main | |
| Hedwig Brüchert        | * 1945      | Mainz             | Historikerin                                                                                              |
| Elfriede Cusminus      |             | Kaiserslautern    | |
| Helmut Deininger       |             | Trier             | |
| Wolfgang Dick          |             | Mainz             | |
| Heidemarie Emisch      |             | Bad Kreuznach     | |
| Karl Fischer           |             | Haßloch           | |
| Günther Franz          |             | Mainz             | |
| Maria Geisert          |             | Mainz             | |
| Eberhard Göhler        |             | Heidelberg        | |
| Dieter Thomas Heck     | 1937–2018   | Lauf              | Moderator, Schlagersänger, Schauspieler, Showmaster, Produzent und Entertainer                            |
| Christoph Huber        |             | Mainz             | |
| Peter Kretschmer       |             | Mainz             | |
| Schwester Salesia Lang |             | Kaiserslautern    | |
| Herbert Lenhart        |             | Alzey             | |
| Dieter Magnus          | 1937–2023   | Wackernheim       | Filmemacher, Umweltkünstler und Filmregisseur                                                             |
| Karl Gert Metz         |             | Mainz             | |
| Gernot Meyer-Grönhof   | * 1951      | Bad Kreuznach     | Maler und Bildhauer                                                                                       |
| Horst Luy              |             | Koblenz           | |
| Michel Marty           |             | Daix              | |
| Karl Mildenberger      | 1937–2018   | Kaiserslautern    | Boxer, von 1964 bis 1968 EBU-Boxeuropameister im Schwergewicht                                            |
| Irmgard Münch-Weinmann |             | Speyer            | |
| Franz Otto Neuffer     |             | Bubenheim         | |
| Ulrich Putsch          | * 1937      | Rockenhausen      | Unternehmer, seit 2002 Ehrenbürger von Rockenhausen                                                       |
| Karl Scherer           | * 1937      | Kaiserslautern    | Historiker, Jurymitglied beim Pfälzischen Mundartdichterwettstreit                                        |
| Alfred Speidel         |             | Lahnstein         | |
| Klaus Steinborn        |             | Runkel            | |
| Jürgen Strube          | * 1939      | Mannheim          | Manager, von 1990 bis 2003 Vorstandsvorsitzender und von 2003 bis 2009 Aufsichtsratsvorsitzender von BASF |
| Franz-Josef Welter     |             | Eitorf            | |